# 中島瑠菜
中島瑠菜（なかしま るな、2006年10月10日 - ）は、日本の女優、モデル。熊本県出身。

## 来歴
2021年に当時15歳で松竹グループ合同オーディション「松竹 JAPAN GP CONTEST Supported by BookLive」にて約1万人の応募者のなかからグランプリを受賞。高校進学し事務所に所属するタイミングで上京。
2023年公開の『なのに、千輝くんが甘すぎる。』で映画初出演。
同年、Huluが35歳以下の映像クリエイターを発掘・育成する企画である「Hulu U35 クリエイターズ・チャレンジ」のファイナリスト作品であるカワイ・ヒバリ監督『そこに光があるなら』に出演し初主演。監督とは同い年の当時16歳。
2024年雑誌「セブンティーン」（集英社）が選ぶミスセブンティーン2024の一人に選ばれる。
2025年公開予定の『蔵のある街』で映画初主演（山時聡真とのダブル主演）。

## 人物
特技は弓道、趣味は生け花、水泳、ほかにマンガを読むこと。チャームポイントは「手がキレイ」なこと。「松竹 JAPAN GP」に応募する以前は芸能活動経験がなかったが、小学校6年生のときに部活動でオペレッタ作品に参加した経験から演技の仕事に対するあこがれを持ち続けていた。

## 出演

### 映画
- なのに、千輝くんが甘すぎる。（2023年、新城毅彦監督、松竹） - 花咲美結 役
- そこに光があるなら（2023年、カワイ・ヒバリ監督、Hulu） - 紗苗 役
- あの花が咲く丘で、君とまた出会えたら。（2023年、成田洋一監督、松竹） - 津崎美月 役[10][11]
- 恋は真っ赤に燃えて  (2024年6月14日、西口洸監督) - ゆい役 [12]
- 鬼平犯科帳 血闘（2024年、山下智彦監督、松竹） - 少女おまさ 役
- 九十歳。何がめでたい（2024年、前田哲監督、松竹） - 吉川美優 役
- うちの弟どもがすみません（2024年、三木康一郎、松竹） - 宝生恵 役
- 新幹線大爆破 （2025年4月23日、樋口真嗣監督、Netflix） - 綿貫葵 役
- 水の中で深呼吸（2025年7月25日、安井祥二監督、MomentumLabo.） - 小坂日菜 役[13][14]
- TOKYOタクシー（2025年11月21日公開予定、山田洋次監督、松竹） - 宇佐美奈菜 役[15]
- 蔵のある街（2025年公開予定、平松恵美子監督、マジックアワー） - 白神紅子 役（山時聡真とのダブル主演）[16][8]
- レイニーブルー（2025年、柳明日菜監督）[17]

### テレビドラマ
- 祈りのカルテ 研修医の謎解き診察記録（2022年、NTV） - 諏訪野亜衣 役
- 100万回 言えばよかった（2023年、TBSテレビ・TBSスパークル） - 高原涼香（高校時代）役
- 大富豪同心3（2023年、NHK BSP） - おカネ（少女時代） 役
- 大奥（2023年、NHK総合）
- ワンルームエンジェル（2023年、MBS）
- グレイトギフト（2024年、EX） - 神林琴葉 役
- ソロ活女子のススメ4（2024年、テレビ東京） - JK 役
- 大河ドラマ「べらぼう〜蔦重栄華乃夢噺〜」（2025年、NHK） - ちどり 役[18][19]
- 風のふく島 第12話（2025年3月29日、テレビ東京） - 柚月 役[20]

### テレビその他（教養番組ほか）
- シャカレキ！～社会歴史研究部～（2022年～、NTV） - 小峰アンナ 役
- NHK高校講座「生物基礎」（2023年～、NHK Eテレ）
- 日曜美術館（2024年、NHK Eテレ）

### 配信ドラマ
- BACK TO THE STORIES（2025年7月1日 - 、FOD SHORT）[21]

### ラジオ
- 澤本・権八のすぐに終わりますから。（2024年、TOKYO FM）

### CM
- 代々木ゼミナール（2025年）[22]
- 日本臓器製薬「マスチゲン錠」（2025年）[23]

## 書籍

### 雑誌連載
- Seventeen（2024年10月 - 、集英社） - 専属モデル